# La Unión (Lempira)
La Unión es un municipio del departamento de Lempira en la República de Honduras.

## Límites
| Orientación | Límite                                  |
| ----------- | --------------------------------------- |
| Norte       | Municipio de Atima, Santa Bárbara       |
| Norte       | Municipio de San Nicolás, Santa Bárbara |
| Norte       | Municipio de Arada, Santa Bárbara       |
| Sur         | Municipio de San Rafael, Lempira        |
| Sur         | Municipio de La Iguala, Lempira         |
| Este        | Municipio de Arada, Santa Bárbara       |
| Este        | Municipio de El Níspero, Santa Bárbara  |
| Oeste       | Municipio de La Iguala, Lempira         |

Extensión territorial: 85.31 km².
Ubicada a aproximadamente 60 km desde la ciudad colonial de Gracias siguiendo la carretera común, hacia San Rafael y La Iguala, faltando 3 km para llegar a San Rafael en una pendiente para arriba hay un desvío a la izquierda, de este desvío faltan 13 km para llegar. La otra vía es por el Departamento de Santa Bárbara de la siguiente manera:
Santa Bárbara - El Níspero - San Jerónimo - San Rafael - La Unión
Los primeros 3 son del Departamento de Santa Bárbara.

## Geografía

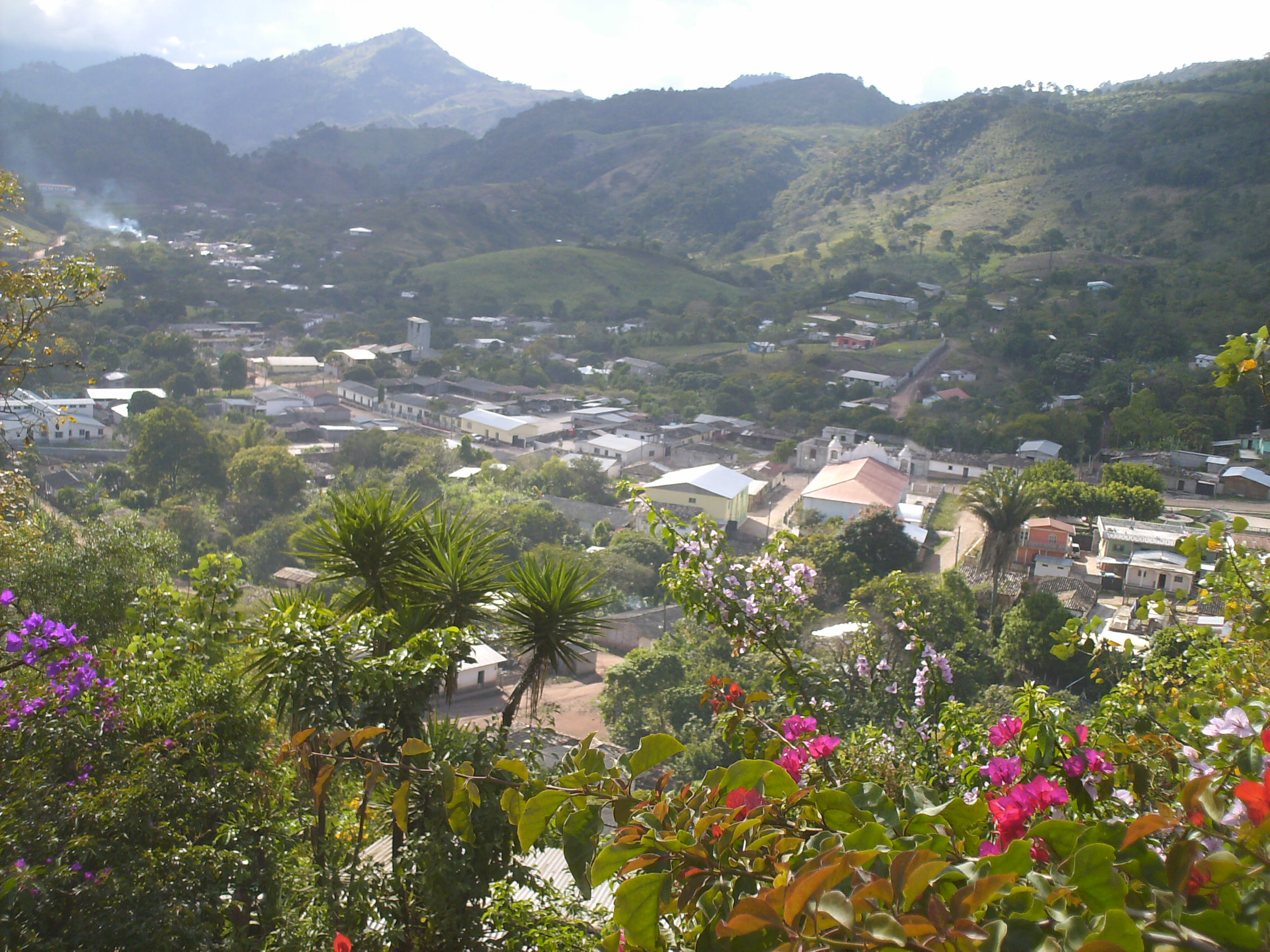
Panorámica de La Unión 1.

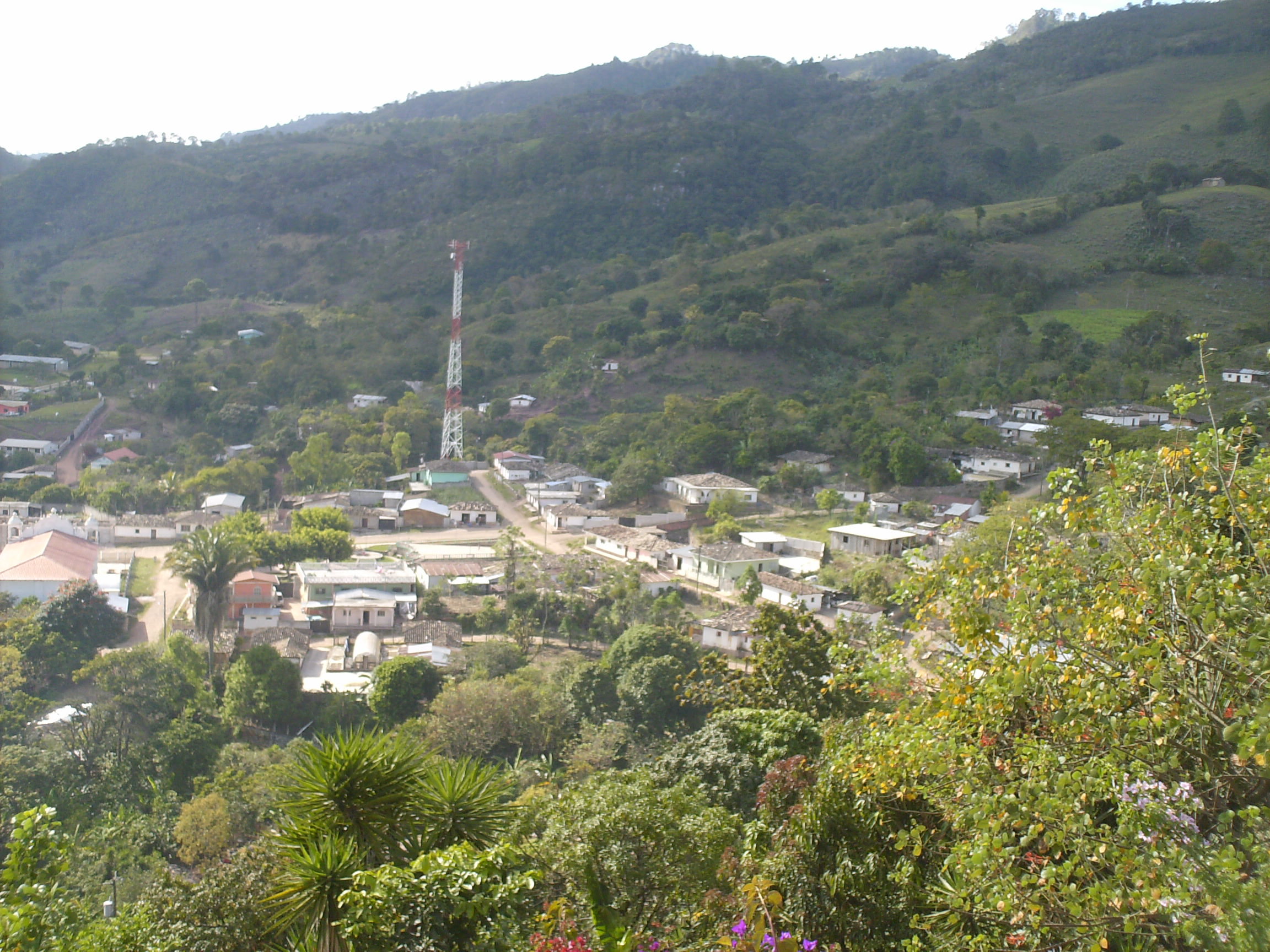
Panorámica de La Unión 2.

Esta cabecera está ubicada en lo que parece ser una enorme hondonada en medio de varias montañas muy altas. A pesar de estar muy alto sobre el nivel del mar, la vegetación no es exclusiva de pino ya que se logran ver árboles de hoja ancha y el clima no es tan fresco como se esperaría.

## Historia
Era la Aldea de Pueblo Nuevo, jurisdicción de El Conal (hoy San Rafael).
En 1916 (3 de mayo), se creó el municipio, en la administración del presidente Francisco Bertrand Barahona.

## Población
Para La Unión se tiene que la mayoría son mestizos, dentro de los cuales se ven considerablemente personas de tez blanca.
Población: Este municipio contaba en el 2013 con 12,526 habitantes. Según proyecciones del INE para el 2020 habrán 14,796 habitantes.

## Educación
Funciona una escuela bilingüe.

## Salud
Funciona una clínica privada.

## Economía
Es una cabecera muy próspera debido al cultivo de café y a que es centro de acopio del mismo. La recolección se da propiamente en la cabecera, donde funcionan varios beneficios para tratar el grano. En sus alrededores es donde se cultivan las fincas. La siembra de maíz y frijoles es indispensable, así como en los demás municipios. El ganado y productos lácteos son en su mayoría para consumo local.

## Turismo

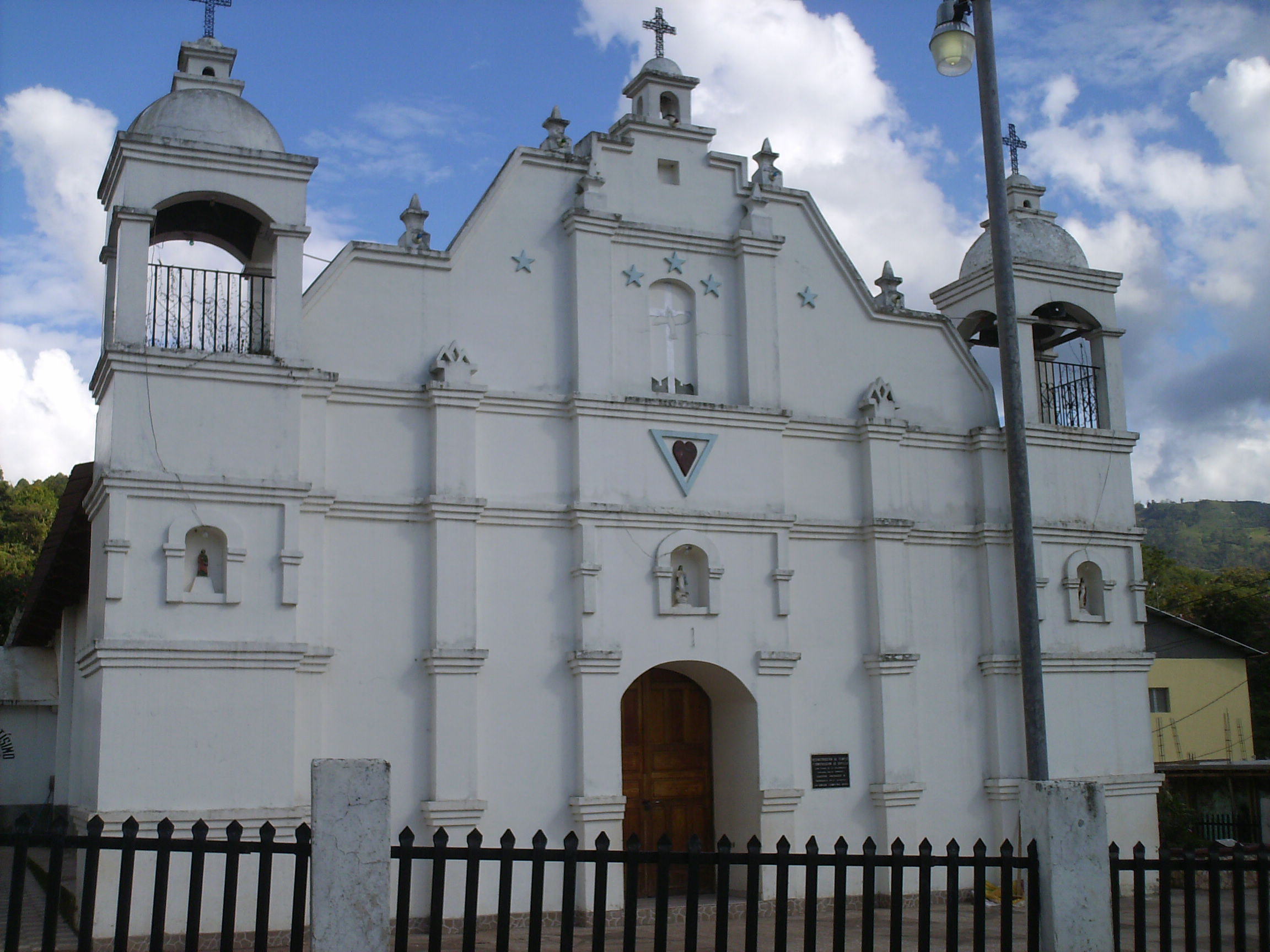
Iglesia de La Unión.

La cabecera de La Unión es sin dudas un lugar muy agradable para visitar, ya que las montañas a su alrededor son imponentes, tupidas y verdes. El pueblo tiene calles empedradas y hay un mirador desde el cual se logra ver lo grande que se ha convertido esta cabecera. Hay varios lugares con acceso a Internet y muchos comercios pequeños de abarrotes.

### Cueva Quiscamote
Se encuentra aproximadamente a unos 5 km de la cabecera, la cueva del Quiscamote, un lugar hermoso para visitar.

### Feria Patronal
La Feria patronal es el 4 de marzo, día de la Divina Pastora. Y además el 29 de junio día de apóstol Pedro y apóstol Pablo.

## Infraestructura
El abastecimiento de agua es por medio de tanques elevados (SANAA, PLAN y PATRONATOS) , existe energía eléctrica desde 1999, telecomunicaciones móviles (Claro y Tigo) y muchos comercios. Los servicios de transporte en autobús son más comunes para el departamento de Santa Bárbara, que para la ciudad de Gracias.

## División Política
Aldeas: 6 (2013)
Caseríos: 51 (2013)
Barrios: 6
| Código | Aldea       |
| ------ | ----------- |
| 131101 | La Unión    |
| 131102 | Agua Zarca  |
| 131103 | El Sitio    |
| 131104 | Gualciras   |
| 131105 | Las Peñas   |
| 131106 | San Bartolo |